# 狮子座 (歌曲)
《狮子座》是中国内地原创歌手曾轶可于2009年11月23日发表的一首单曲，也是她的成名之作，在之前的湖南卫视“快乐女声”比赛中就被多次演唱，不过在正式推出前曾遭遇抄袭风波。此歌还收录于专辑《Forever Road》中，并拍摄有MV。

## 说明
这首歌是曾轶可在2009年“快乐女声”沈阳赛区报名之后所写。首次演唱是在6月18日的60进20第二场中，之后还在10强赛第二场和10进7比赛中演唱。此歌在曾轶可演唱后红遍全国，各种翻唱模仿数不胜数，包括湖南卫视王牌综艺节目“天天向上”主持人的钱枫也多次在节目演唱，甚至还出现在了当年春节联欢晚会的多个小品中。
然而在8月底，有网友发现《狮子座》与一首轻音乐《天际》旋律相似，从而引发了沸沸扬扬的“抄袭事件”。（详见曾轶可）
不过这首歌后来获得解禁，于11月23日正式推出，并获得多个金曲奖项。

## 奖项
- 2010年1月31日，百度娱乐沸点“最热门十大金曲奖”
- 2010年8月21日，第七届劲歌王·金曲金榜“十大金曲奖”
- 2010年9月2日，华语金曲奖2010盛典“十大华语金曲奖”